# Masters de tennis féminin 2011
Le Masters de tennis féminin est un tournoi de tennis professionnel féminin. L'édition 2011, classée en catégorie Masters, se dispute à Istanbul du 25 au 30 octobre 2011.
Petra Kvitová remporte le simple dames. En finale, elle bat Victoria Azarenka, décrochant à cette occasion le 7e titre de sa carrière sur le circuit WTA.
L'épreuve de double voit quant à elle s'imposer Liezel Huber et Lisa Raymond.

## Faits marquants
Les Masters de fin de saison se déroulent pour la première fois à Istanbul.
Les huit joueuses qualifiées pour l'épreuve sont ainsi : Caroline Wozniacki, Maria Sharapova, Petra Kvitová, Victoria Azarenka, Li Na, Vera Zvonareva, Samantha Stosur et Agnieszka Radwańska. S'y ajoutent deux remplaçantes : Marion Bartoli et Andrea Petkovic.
Dans le groupe blanc, Maria Sharapova déclare forfait après deux défaites face à Samantha Stosur et Li Na. Marion Bartoli la remplace.

## Fonctionnement de l'épreuve
L'épreuve se dispute selon les modalités dites du « round robin ». Les huit meilleures joueuses de la saison sont séparées en deux groupes de quatre : un groupe dit « blanc » et l'autre « rouge », correspondant aux couleurs du drapeau turc. S'affrontant toutes entre elles, seules les deux premières joueuses de chacun sont conviées en demi-finale, avant l'ultime confrontation pour le titre. 
Le double dames aligne les quatre paires les plus performantes de l'année dans un classique tableau à élimination directe (demi-finales et finale).

## Primes et points
| Tour                           | Prime       | Points |
| ------------------------------ | ----------- | ------ |
| Victoire                       | 1 750 000 $ |        |
| Finale                         | 890 000 $   |        |
| 1/2 finale                     | 485 000 $   |        |
| 2 victoires en round robin     | 340 000 $   |        |
| 1 victoire en round robin      | 225 000 $   |        |
| Aucune victoire en round robin | 110 000 $   |        |

| Tour       | Prime     | Points |
| ---------- | --------- | ------ |
| Victoire   | 375 000 $ |        |
| Finale     | 187 500 $ |        |
| 1/2 finale | 93 750 $  |        |

Source: (en) Tableaux officiels de la WTA : simple — double — qualifications [PDF].

## Résultats en simple

### Groupe I (rouge)
| # | Vainqueur           | Adversaire          | Score         |
| 1 | Caroline Wozniacki  | Agnieszka Radwańska | 5-7, 6-2, 6-4 |
| 2 | Petra Kvitová       | Vera Zvonareva      | 6-2, 6-4      |
| 3 | Vera Zvonareva      | Caroline Wozniacki  | 6-2, 4-6, 6-3 |
| 4 | Petra Kvitová       | Agnieszka Radwańska | 7-64, 6-3     |
| 5 | Petra Kvitová       | Caroline Wozniacki  | 6-4, 6-2      |
| 6 | Agnieszka Radwańska | Vera Zvonareva      | 1-6, 6-2, 7-5 |

| # | N°  | Joueuse             | Matchs gagnés-perdus | Sets gagnés-perdus |
| 1 | (3) | Petra Kvitová       | 3-0                  | 6-0                |
| 2 | (6) | Vera Zvonareva      | 1-2                  | 3-5                |
| 3 | (1) | Caroline Wozniacki  | 1-2                  | 3-5                |
| 4 | (8) | Agnieszka Radwańska | 1-2                  | 3-5                |

### Groupe II (blanc)
| # | Vainqueur         | Adversaire        | Score         |
| 1 | Samantha Stosur   | Maria Sharapova   | 6-1, 7-5      |
| 2 | Victoria Azarenka | Samantha Stosur   | 6-2, 6-2      |
| 3 | Li Na             | Maria Sharapova   | 7-64, 6-4     |
| 4 | Victoria Azarenka | Li Na             | 6-2, 6-2      |
| 5 | Marion Bartoli    | Victoria Azarenka | 5-7, 6-4, 6-4 |
| 6 | Samantha Stosur   | Li Na             | 6-1, 6-0      |

| # | N°  | Joueuse           | Matchs gagnés-perdus | Sets gagnés-perdus |
| 1 | (4) | Victoria Azarenka | 2-1                  | 5-2                |
| 2 | (7) | Samantha Stosur   | 2-1                  | 4-2                |
| 3 | (5) | Li Na             | 1-2                  | 2-4                |
| 4 | (9) | Marion Bartoli    | 1-0                  | 2-1                |
| 5 |     | Maria Sharapova   | 0-2                  | 0-4                |

### Tableau final
|  |                   |            |                   |            |            |               |     |        |        |        |        |        |
|  | 1/2 finale        | 1/2 finale | 1/2 finale        | 1/2 finale | 1/2 finale |               |     | Finale | Finale | Finale | Finale | Finale |
|  |                   |            |                   |            |            |               |     |        |        |        |        |        |
|  |                   |            |                   |            |            |               |     |        |        |        |        |        |
|  | Petra Kvitová     | (3)        | 5                 | 6          | 6          |               |     |        |        |        |        |        |
|  | Petra Kvitová     | (3)        | 5                 | 6          | 6          |               |     |        |        |        |        |        |
|  | Samantha Stosur   | (7)        | 7                 | 3          | 3          |               |     |        |        |        |        |        |
|  | Samantha Stosur   | (7)        | 7                 | 3          | 3          | Petra Kvitová | (3) | 7      | 4      | 6      |        |        |
|  |                   |            |                   |            |            | Petra Kvitová | (3) | 7      | 4      | 6      |        |        |
|  |                   |            | Victoria Azarenka | (4)        | 5          | 6             | 3   |        |        |        |        |        |
|  | Vera Zvonareva    | (6)        | Victoria Azarenka | (4)        | 5          | 6             | 3   | 2      | 3      |        |        |        |
|  | Vera Zvonareva    | (6)        |                   |            |            |               |     | 2      | 3      |        |        |        |
|  | Victoria Azarenka | (4)        | 6                 | 6          |            |               |     |        |        |        |        |        |
|  | Victoria Azarenka | (4)        | 6                 | 6          |            |               |     |        |        |        |        |        |

## Résultats en double

### Tableau
|  |                                  |                                  |                           |          |          |   |   |        |        |        |        |        |
|  | 1er tour                         | 1er tour                         | 1er tour                  | 1er tour | 1er tour |   |   | Finale | Finale | Finale | Finale | Finale |
|  |                                  |                                  |                           |          |          |   |   |        |        |        |        |        |
|  |                                  |                                  |                           |          |          |   |   |        |        |        |        |        |
|  | Květa Peschke Katarina Srebotnik |                                  | 6                         | 6        |          |   |   |        |        |        |        |        |
|  | Květa Peschke Katarina Srebotnik |                                  |                           |          |          |   |   |        |        |        |        |        |
|  | Vania King Yaroslava Shvedova    |                                  | 3                         | 4        |          |   |   |        |        |        |        |        |
|  | Vania King Yaroslava Shvedova    | Květa Peschke Katarina Srebotnik | 3                         | 4        |          | 4 | 4 |        |        |        |        |        |
|  |                                  |                                  |                           |          |          | 4 | 4 |        |        |        |        |        |
|  |                                  |                                  | Liezel Huber Lisa Raymond |          | 6        | 6 |   |        |        |        |        |        |
|  | Gisela Dulko Flavia Pennetta     |                                  | Liezel Huber Lisa Raymond | 6        | 6        | 6 | 3 | 7      |        |        |        |        |
|  | Gisela Dulko Flavia Pennetta     |                                  |                           | 6        |          |   | 3 | 7      |        |        |        |        |
|  | Liezel Huber Lisa Raymond        |                                  | 4                         | 6        | 10       |   |   |        |        |        |        |        |
|  | Liezel Huber Lisa Raymond        |                                  | 4                         | 6        | 10       |   |   |        |        |        |        |        |